# Árabe iemenita
O árabe iemenita é um conjunto de variantes de árabe falado no Iêmen, no sudoeste da Arábia Saudita, na Somália e no Djibuti. Usado para comunicações diárias, não possui status oficial, este reservado ao árabe moderno padrão para fins oficiais, educacionais, comerciais e midiáticos. 
Pertencente ao ramo do árabe peninsular, é geralmente considerado um contínuo dialetal muito conservador, com muitos recursos clássicos não encontrados na maior parte do mundo de língua árabe. É uma variante influenciada pelas línguas himiarítica, semíticas meridionais orientais e árabe meridional antigo, e possui estrato significativo dessas línguas.
As línguas semíticas meridionais não árabes nativos da região incluem vários idiomas modernos do sul da Arábia, como os idiomas mehri e socotri, que não são idiomas árabes, mas membros de um ramo independente da família semítica. Outra família semítica separada, uma vez falada na região, é o árabe meridional antigo; estes foram extintos no período pré-islâmico, com as possíveis exceções do razihi e do faifi. Algumas delas compartilham características reais com o árabe iemenita, devido à influência do árabe iemenita ou vice-versa.
A variante iemenita pode ser dividida em outros grupos principais de dialetos, cada qual com vocabulário próprio e fonologia distinta. Os quatro grupos mais importantes são o árabe sanani (no norte e no centro do Iémen) e o árabe hadhrami (no leste iemenita), onde ⟨ق⟩ é pronunciado [g] e ⟨ج⟩ é [d͡ʒ] ou [ɟ] (exceto no litoral de Hadramaute, onde ⟨ج⟩ é [j]), além do árabe taizzi-adeni (no sul iemenita) e do árabe tihami (no oeste iemenita), onde ⟨ق⟩ é [q] e ⟨ج⟩ é [g].